# Yan Dhanda
Yan Dhanda (Birmingham, 14 dicembre 1998) è un calciatore inglese, centrocampista degli Hearts.

## Caratteristiche tecniche
È un centrocampista offensivo.

## Carriera

### Club
Cresciuto nel settore giovanile del Liverpool, nel 2018 viene ceduto a titolo definitivo allo Swansea City; debutta fra i professionisti il 4 agosto 2018 in occasione dell'incontro di Championship vinto 2-1 contro lo Sheffield Utd.
Nel 2022 si è trasferito al Ross County, club della prima divisione scozzese.

### Nazionale
Ha giocato nella nazionale inglese Under-17.

## Statistiche
Statistiche aggiornate al 7 agosto 2021.

### Presenze e reti nei club
| Stagione        | Squadra         | Campionato      | Campionato | Campionato | Coppe nazionali | Coppe nazionali | Coppe nazionali | Coppe continentali | Coppe continentali | Coppe continentali | Altre coppe | Altre coppe | Altre coppe | Totale | Totale | Totale |
| Stagione        | Squadra         | Comp            | Pres       | Reti       | Comp            | Pres            | Reti            | Comp               | Pres               | Reti               | Comp        | Pres        | Reti        | Pres   | Reti   |        |
| --------------- | --------------- | --------------- | ---------- | ---------- | --------------- | --------------- | --------------- | ------------------ | ------------------ | ------------------ | ----------- | ----------- | ----------- | ------ | ------ | ------ |
| 2018-2019       | Swansea City    | FLC             | 5          | 1          | FACup+CdL       | 0+1             | 0               |                    | -                  | -                  |             | -           | -           | 6      | 1      |        |
| 2019-2020       | Swansea City    | FLC             | 17         | 3          | FACup+CdL       | 0+2             | 0               |                    | -                  | -                  |             | -           | -           | 19     | 3      |        |
| 2020-2021       | Swansea City    | FLC             | 27         | 1          | FACup+CdL       | 3+1             | 0               |                    | -                  | -                  |             | -           | -           | 31     | 1      |        |
| 2021-2022       | Swansea City    | FLC             | 1          | 0          | FACup+CdL       | 0               | 0               |                    | -                  | -                  |             | -           | -           | 1      | 0      |        |
| Totale carriera | Totale carriera | Totale carriera | 50         | 5          |                 | 7               | 0               |                    | -                  | -                  |             | -           | -           | 57     | 5      |        |